# جلد الحمار (فلم)
جلد الحمار (بالفرنسية: Peau d'âne) هو فيلم موسيقي فنتازيا كوميدي فرنسي من إخراج جاك ديمي مبني على رواية جلد الحمار للكاتب شارل بيرو ومن بطولة كاترين دينوف، جان ماريه، جاك بيرين وميشلين بريسلي، صدر الفيلم في 20 ديسمبر 1970.